# District judiciaire de Zamora
Le district judiciaire de Zamora est un district judiciaire espagnol de la province de Zamora, en Castille et León, Espagne. 

## Introduction
La province de Zamora compte 5 districts judiciaires :
- District judiciaire de Toro.
- District judiciaire de Zamora.
- District judiciaire de Benavente.
- District judiciaire de Puebla de Sanabria.
- District judiciaire de Villalpando.

## Liste des communes
Communes du district judiciaire :
Alcañices, Alfaraz de Sayago, Algodre, Almaraz de Duero, Almeida de Sayago, Andavías, Arcenillas, Argañín, Argujillo, Arquillinos, Aspariegos, Benegiles, Bermillo de Sayago, Bustillo del Oro, Cabañas de Sayago, Carbajales de Alba, Carbellino, Casaseca de Campeán, Casaseca de las Chanas, Cazurra, Cerecinos del Carrizal, Coreses, Corrales del Vino, Cubillos, El Cubo de la Tierra del Vino, Entrala, Faramontanos de Tábara, Fariza, Fermoselle, Ferreras de Abajo, Ferreras de Arriba, Ferreruela, Figueruela de Arriba, Fonfría, Fresno de la Ribera, Fresno de Sayago, Gallegos del Pan, Gallegos del Río, Gamones, Gema, La Hiniesta, Jambrina, Losacino, Losacio, Luelmo, El Maderal, Madridanos, Mahíde, Malva, Manzanal del Barco, Matilla la Seca, Mayalde, Molacillos, Monfarracinos, Montamarta, Moral de Sayago, Moraleja de Sayago, Moraleja del Vino, Morales del Vino, Moralina, Moreruela de los Infanzones, Moreruela de Tábara, Muelas del Pan, Muga de Sayago, Olmillos de Castro, Pajares de la Lampreana, Palacios del Pan, Peleas de Abajo, Peñausende, El Perdigón, Pereruela, Perilla de Castro, Piedrahita de Castro, El Piñero, Pino del Oro, Pozuelo de Tábara, Rabanales, Rábano de Aliste, Riofrío de Aliste, Roales, Roelos de Sayago, Salce, Samir de los Caños, San Cebrián de Castro, San Miguel de la Ribera, San Pedro de la Nave-Almendra, San Vicente de la Cabeza, San Vitero, Santa Clara de Avedillo, Santa Eufemia del Barco, Sanzoles, Tábara, Torregamones, Torres del Carrizal, Trabazos, Valcabado, Vegalatrave, Venialbo, Videmala, Villadepera, Villalazán, Villalcampo, Villalube, Villanueva de Campeán, Villar del Buey, Villaralbo, Villardiegua de la Ribera, Villaseco del Pan, Viñas et Zamora.